# Claude Perrault
Claude Perrault, född 25 september 1613 i Paris, död 9 oktober 1688, var en fransk arkitekt och läkare, bror till Charles Perrault.

## Biografi
Perrault var ursprungligen läkare med vidsträckta naturvetenskapliga och tekniska intressen, som arkitekt var han autodidakt. Hans huvudarbete är Louvrens östra fasad, en väldig skärmbyggnad, bestående av mitt-risalit och hörnpaviljonger och däremellan en kolonnrad av kopplade kolonner, allt i kolossalmått. Detta verk, som påbörjades 1667, inledde en ny, strängt klassisk epok i fransk arkitekturhistoria. I jämförelse därmed är Perraults övriga verk obetydliga, såsom Observatoriet i Paris. Även i skrift har Perrault drivit klassicismens ideal, bland annat genom att översätta och kommentera Vitruvius.
Auktorsnamnet Perrault kan användas för Claude Perrault i samband med ett vetenskapligt namn inom botaniken; se Wikipediaartiklar som länkar till auktorsnamnet.